# Kosovo KS22
Kosovo KS22 var den 22:a svenska kontingenten i Kosovo. Det var en fredsbevarande enhet som Sverige skickade till Kosovo inom ramen för KFOR. Förbandet sattes upp av Göta ingenjörregemente (Ing 2). KS22 avlöste KS21 oktober 2010, men kom inte att gruppera i Camp Victoria, som varit brukligt utan istället inne på KFOR:s högkvarters camp i Prishtina och i ett field house. Anledningen är att KS22 var den första svenska kontingenten i Kosovo som inte innehöll ett skyttekompani.

## Förbandsdelar
- Kontingentschef: Övlt Michael Ginér

- NSE: